# Турки Аль аш-Шейх
Турки́ ибн Абду́л-Мухси́н ибн Абдуллати́ф Аль аш-Шейх (араб. تركي بن عبد المحسن بن عبد اللطيف آل الشيخ‎; род. 4 августа 1981, Эр-Рияд, Саудовская Аравия) — саудовский советник при королевской канцелярии в ранге министра и председатель Главного управления по делам развлечений в Саудовской Аравии с 27 декабря 2018 года.
Ранее занимал несколько спортивных должностей, в том числе должность президента Союза арабских футбольных ассоциаций, президента Спортивной федерации игр исламской солидарности и председателя Совета директоров Главного управления спорта Саудовской Аравии. Также почётный президент клуба «Аль-Таавун» в Бурайде, почётный президент и глава объединения почётных членов клуба «Аль-Вахда» в Мекке, и бывший владелец египетского клуба «Пирамидз». Известен на художественном уровне благодаря написанию лирических стихов, а его тексты исполняли многие артисты Персидского залива и арабских стран.

## Биография
Родился 4 августа 1981 года в Эр-Рияде (Саудовская Аравия). Является членом ведущей религиозной династии Аль аш-Шейх. В 2001 году окончил Колледж безопасности имени короля Фахда, со степенью бакалавра в области наук безопасности. Затем работал в нескольких государственных секторах, включая министерство внутренних дел, эмират Эр-Рияд и офис министра обороны и наследного принца.

## Карьера
Был назначен советником королевского дворца в 2015 году, а позже в 2017 году, получил звание королевского советника в ранге министра.
В 7 сентябре 2017 года был издан королевский указ о назначении его новым председателем Главного управления спорта.
27 декабря 2018 года он был назначен председателем Главного управления развлечений.

## Награды
Он получил награду «Самая влиятельная футбольная личность» в 2017 году на 12-й Международной спортивной конференции в Дубае.
Выиграл Премию спортивной культуры в арабском мире за 2017 год.
Выиграл Премию арабского спортивного деятеля за 2018 год — Премию Мохаммеда ибн Рашида Аль Мактума за спортивное творчество.
4 мая 2021 года король Салман ибн Абдул-Азиз Аль Сауд вручил ему орден короля Абдул-Азиза второго класса.